# Енциклопедія Коломийщини
Енциклопедія Коломийщини — унікальне енциклопедичне видання локального характеру в Україні, у якому зібрано матеріали про місто Коломию та Коломийський район Івано-Франківської області.

## Загальна інформація
Енциклопедія Коломийщини є першою спробою узагальнити відомості про Коломийщину, головно у географічно-природознавчому, історичному, етнографічному тощо плані. До видання планується внести 3 тисячі статті. Вони пишуться переважно про населені пункти, персоналії, організації Коломийщини, а також про видатних людей, установи, історію та вулиці міста Коломиї.
У енциклопедії подано назви відомих наукових, художніх, музичних, образотворчих праць про край, а також перелік видань енциклопедичного типу, у яких йдеться про Коломийщину. Заплановано 14 томів-зшитків, деякі у двох книгах, а також два додаткові томи: Філокартія та Церкви.

## Історія видання
Над виданням Енциклопедії Коломийщини працює редакційно-видавничий комітет «Енциклопедія Коломийщини» (від 1992 р.), який складається з місцевих краєзнавців і співпрацює з іншими авторами. Перший склад редакційно-видавничого комітету нараховував 15 членів на чолі з головою М. Савчуком та секретарем-упорядником М. Васильчуком. У 2013 р. комітет нараховує 16 членів і працює на громадських засадах, не отримуючи платні, не володіє жодними оргтехнічними засобами, не має сталого осідку, печатки тощо.
Видання ЕК здійснюється за фінансової підтримки української діаспори (уродженців Коломийщини, колишніх коломийських гімназистів) та заможніших і свідоміших уродженців Коломийщини в Україні. В кінці кожного тому подаються списки доброчинців, які підтримали видання своїми коштами.
Кожен том виходить у коломийському видавництві «Вік». Формат видання 60х84/8, друк офсетний. Обкладинки сріблястого кольору з гуцульською трійцею роботи коломийської мисткині М. Томенко. Кожен том віддрукований у ВАТ «Коломийська друкарня ім. Шухевича» накладом 1000 примірників. Зшитки містять багато чорно-білих та кольорових ілюстраційних матеріалів.
До 2015 р. побачили світ такі томи Енциклопедії Коломийщини:
1-й том (літера А) — 1996 р., містить 73 статті та 102 ілюстрації, обсяг — 38 сторінок.
2-й том (літера Б) — 1998 р., містить 302 статті та понад 250 ілюстрацій, обсяг — 120 сторінок.
3-ій том (літера В) — 2000 р., містить 295 статей і понад 500 ілюстрацій, обсяг — 248 сторінок.
4-ий том (літери Г-Ґ) — 2006 р., містить 425 статей і 476 ілюстрацій, обсяг — 228 сторінок.
5-ий том (літера Д) — 2007 р., містить 260 статей і 261 ілюстрацію, обсяг — 148 сторінок.
6-ий том (літери Е — Й) — 2014 р., містить 276 статей і 439 ілюстрацій, обсяг — 200 сторінок.
12-й том (літера Ч) — 2001 р., містить 108 статей та 117 ілюстрацій, обсяг — 64 сторінки.
13-й том (літера Ш) — 2003, містить 103 статті та 147 ілюстрацій, обсяг — 112 сторінок.
14-й том (літери Щ-Ю-Я) — 2002, містить 108 статей та 145 ілюстрацій, обсяг — 64 сторінки.
У 5-тому зшитку (літера Д) подано «Помічені помилки й уточнення», а також список осіб, які вміщені у виданих томах і відійшли у вічність упродовж 1996–2006 рр. У 13-ому зшитку (літера Ш) вміщено неповний перелік публікацій про Енциклопедію Коломийщини за 1996 р. — липень 2003 р.

## Особливості орфографії
Тексти статей здебільшого написані українською мовою із значним елементом місцевого діалекту, а також деякими особливостями орфографії, особливо вживання літери ґ, яке часто не відповідає нормам сучасного українського правопису.

## Редакційна колегія
Микола Васильович Савчук — голова комітету
- Микола Васильчук — секретар-упорядник
- Степан Андріїшин
- Михайло Андрусяк
- Володимир Бойцан
- Іван Вишиванюк
- Михайло Волошенюк
- Петро Дем'янюк
- Мирослава Кочержук
- Іван Лудчак
- Леонід Мельник
- Іван Монолатій
- Василь Нагірний
- Ярема Проців
- Іван Романюк
- Михайло Тимофіїв